# PZ Водолея
PZ Водолея (лат. PZ Aquarii) — двойная затменная переменная звезда типа W Большой Медведицы (EW) в созвездии Водолея на расстоянии приблизительно 3788 световых лет (около 1161 парсека) от Солнца. Видимая звёздная величина звезды — от +16,21m до +15,82m. Орбитальный период — около 0,2532 суток (6,0757 часов).

## Характеристики
Первый компонент — жёлто-оранжевый карлик спектрального класса K-G. Радиус — около 0,94 солнечного, светимость — около 0,462 солнечной. Эффективная температура — около 4912 К.